# Como Ama Una Mujer
Como Ama Una Mujer (на български: Как обича една жена) е петият студиен и първитят испанско-езичен албум на американската певица/актриса Дженифър Лопес, издаден през март 2007 г. Включва в себе си 11 музикални изпълнения, два от които са хитовите сингли „Qué Hiciste“ и „Me Haces Falta“.

## Списък с песните

### Оригинален траклист
1. Qué Hiciste – 4:57
2. Me Haces Falta – 3:37
3. Como Ama una Mujer – 6:01
4. Te Voy a Querer – 4:40
5. Por Qué te Marchas – 4:33
6. Por Arriesgarnos – 3:31
7. Tú – 4:10
8. Amarte es Todo – 4:00
9. Apresúrate – 5:02
10. Sola – 5:17
11. Adiós – 4:09

### iTunes Store интернационално издание
1. Quien Será – 3:51